# Cantó de Retiers
El cantó de Retiers (bretó Kanton Rester) és una divisió administrativa francesa situat al departament d'Ille i Vilaine a la regió de Bretanya.

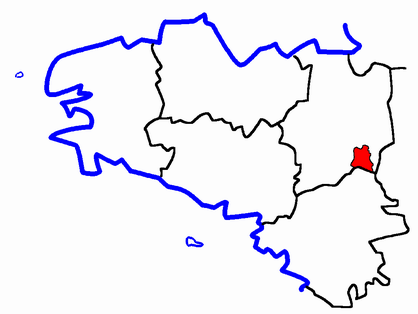
Situació del cantó

## Composició
El cantó aplega 10 comunes :
| Nom francès          | Nom bretó           | Població | km²    | Codi Postal | Codi INSEE |
| Arbrissel            | Ervrezhell          | 237      | 4,62   | 35130       | 35005      |
| Coësmes              | Koem                | 1.073    | 23,24  | 35134       | 35082      |
| Essé                 | Ezieg               | 848      | 23,19  | 35150       | 35108      |
| Forges-la-Forêt      | Gorelioù-ar-C'hoad  | 242      | 6,04   | 35640       | 35114      |
| Le Theil-de-Bretagne | An Tilh             | 1.130    | 24,20  | 35240       | 35333      |
| Marcillé-Robert      | Marc'helleg-Roperzh | 856      | 20,30  | 35240       | 35165      |
| Martigné-Ferchaud    | Mazhinieg-Houarnruz | 2.634    | 74,10  | 35640       | 35167      |
| Retiers              | Rester              | 3.212    | 41,38  | 35240       | 35239      |
| Sainte-Colombe       | Santez-Koulm        | 272      | 7,58   | 35134       | 35262      |
| Thourie              | Tourig              | 526      | 24,04  | 35134       | 35335      |
| Cantó                | Rester              | 11.030   | 248,69 | -           | 3533       |

## Evolució demogràfica
| 1962   | 1968   | 1975   | 1982   | 1990   | 1999   |
| ------ | ------ | ------ | ------ | ------ | ------ |
| 12.157 | 12.060 | 11.952 | 11.699 | 11.341 | 11.030 |

## Història
| Data d'elecció                           | Identitat          | Partit        | Qualitat |
| ---------------------------------------- | ------------------ | ------------- | -------- |
| 2004-                                    | Jean-Claude Blouin | Divers droite |          |
| les dades anteriors no són pas conegudes |                    |               |          |
|                                          |                    |               |          |